# 大光院 (岡山市)
大光院（だいこういん）は、岡山県岡山市中区円山にある日蓮宗の寺院。山号は常住山。大光院康永四年法華題目石は岡山県指定文化財。玉泉院とともに曹源寺の塔頭。旧本山は京都妙覚寺、奠師法縁(奠統会)。

## 歴史
- 元禄11年（1698年）智鑑院日遙を開山に創建。

## 文化財

### 岡山県指定文化財
- 康永四年法華題目石　康永4年（1345年）日妙の百ヵ日供養に建立された。笠塔婆を題目塔に用いる初期の例で大覚妙実筆と伝わる法華題目を刻む。昭和30年（1955年）7月19日指定[1]

### 岡山市指定文化財
- 比丘尼妙善題目笠塔婆　応永18年（1411年）建立。昭和42年（1967年）11月７日指定[2]

いずれも寛文7年（1667年）岡山藩の寺院整理で廃寺となった妙善寺より移されたもの。

## 参考資料
- 日蓮宗寺院大鑑編集委員会『宗祖第七百遠忌記念出版 日蓮宗寺院大鑑』大本山池上本門寺 (1981年)
- 岡山県教育庁文化財課編『おかやまの石造物』岡山県教育委員会（2016年）